# Phường VII, Vị Thanh
Phường VII là một phường thuộc thành phố Vị Thanh, tỉnh Hậu Giang, Việt Nam.

## Địa lý
Phường VII có vị trí địa lý:
- Phía đông giáp Phường III
- Phía tây giáp xã Hoả Tiến và tỉnh Kiên Giang
- Phía nam giáp xã Hỏa Lựu
- Phía bắc giáp xã Vị Tân.

Phường VII có diện tích 6,21 km², dân số năm 2020 là 7.809 người, mật độ dân số đạt 1.257 người/km².

## Hành chính
Phường VII có 5 khu vực gồm: 1, 2, 3, 4, 5.

## Lịch sử
Ngày 12 tháng 5 năm 2003, Chính phủ ban hành Nghị định số 48/2003/NĐ-CP về việc thành lập Phường VII trên cơ sở 616 ha diện tích tự nhiên và 6.625 nhân khẩu của xã Hỏa Lựu.
Ngày 23 tháng 9 năm 2010, Chính phủ ban hành Nghị quyết số 34/NQ-CP về việc thành lập thành phố Vị Thanh thuộc tỉnh Hậu Giang. Phường VII trực thuộc thành phố Vị Thanh.
Ngày 3 tháng 7 năm 2015, HĐND tỉnh Hậu Giang ban hành Nghị quyết số 05/2015/NQ-HĐND về việc thành lập khu vực 5 trên cơ sở điều chỉnh một phần diện tích, dân số của khu vực 1.

## Xã hội
1. Nhà máy đường Vị Thanh(Casuco).
2. Khu dân cư và tái định cư Phường VII.
3. Công ty lương thực Hậu Giang.